# تپه کاظمیه
تپه کاظمیه مربوط به دوران‌های تاریخی پس از اسلام است و در شهرستان تاکستان، روستای اک واقع شده و این اثر در تاریخ ۲۵ اسفند ۱۳۷۸ با شمارهٔ ثبت ۲۶۲۵ به‌عنوان یکی از آثار ملی ایران به ثبت رسیده است.